# BE Junior Circuit 2002/03
Der BE Junior Circuit 2002/03 (Abkürzung für Badminton Europe Junior Circuit 2002/03) war die zweite Auflage des BE Junior Circuits im Badminton. Acht Turniere gehörten zur Wettkampfserie.

## Turniere
| Nr. | Turnier                          | Ort           | Datum                      | Level |
| --- | -------------------------------- | ------------- | -------------------------- | ----- |
| 1   | Skånska Ungdomsspelen            | Malmö         | 13.–15. September 2002     | B     |
| 2   | 10. Lausanne Youth International | Prilly        | 20.–22. September 2002     | B     |
| 2   | Croatian Juniors                 | Poreč         | 25.–27. Oktober 2002       | B     |
| 3   | French Juniors                   | Echirolles    | 1.–3. November 2002        | B     |
| 4   | Czech Juniors                    | Orlová-Lutyně | 14.–17. November 2002      | B     |
| 5   | Northumberland Juniors           | North Shields | 22.–24. November 2002      | B     |
| 6   | Polish Juniors                   | Głubczyce     | 17.–19. Januar 2003        | B     |
| 7   | Dutch Juniors                    | Haarlem       | 26. Februar – 2. März 2003 | A     |
| 8   | German Juniors                   | Bottrop       | 6.–9. März 2003            | A     |